# 자유의 소리
자유의 소리(自由—)는 대한민국 국방부(國防部)에서 북한을 향해 방송하는 대북(對北) 방송이다. 대북 심리전 방송은 FM방송으로, 전파변환 장치를 거쳐 155마일 비무장 지대에 위치해 있는 확성기를 통해 북쪽으로 전해진다. 1962년에 첫 방송을 시작했다. 그러나 7·4 남북 공동 선언이 발표되자 남북 관계를 고려해 잠시 중단했다가, 1982년에 부활하여 계속 방송하다가 2004년 6월 14일 남북간의 선전 활동을 중지하기로 합의해서 방송을 중단했다.
그러나 천안함 사건의 여파로 2010년 5월 24일 18시부터 다시 방송이 재개되었다.

## 내용
방송 시간은 오후 5시부터 익일 낮 1시까지 20시간 방송한다. 이전 FM 방송으로 이뤄지는 심리전 방송은 자정부터 오전 5시까지 1회, 오전 6시부터 11시까지 1회, 낮 12시부터 17시까지 1회, 오후 18시부터 밤 23시까지 1회 등 하루에 총 4회 시행되었다. 서부 및 동부 전선(戰線)은 101.7MHz(백령도,대청도 등 일부), 103.1MHz(인천, 경기 서부 및 강릉, 속초 등 일원), 중부 전선은 107.3MHz(서울, 경기 대부분, 강원 영서, 충남 북부, 충북 북부 일부지방)로 방송된다. FM 전파만 보내면 라디오가 있어야 청취가 가능하나 확성기로 보내면 야간에 약 24km, 주간에는 약 10여km 떨어진 북측의 개성직할시에서도 라디오 없이 방송 내용을 들을 수 있다.

## 프로그램
- 보도광장
- 날씨 전망대
- 북한의 부패와 진실
- 마음의 쉼표
- 시간여행 역사 탐험대
- 함께 떠나는 음악여행
- 인권 바로알기
- 돋보기로 보는 세상
- 행복한 대한민국
- 폭로 북한 간부 최고 실세들의 내막
- 매일 그대와
- 정보기와 망길리
- 한라에서 백두까지
- 꿈꾸는 청춘극 (평일)
- 산너머 남촌에 (주말)
- 한민족 통일로 미래
- 함께 떠나는 음악여행
- 아는 것이 힘이다
- 우리소리한마당

## 같이 보기
- 대북방송